# Гаргоріс (цар Тартесса)
Гаргоріс (лат. Gargoris) — легендарний цар-засновник стародавнього міста і держави Тартесс.
Юстин стверджує, що Гаргоріс був ватажком куретів — можливо, одного з племен «народів моря», які переселилися до південної Іспанії. Про діяльність його відомо небагато. Так, нібито саме Гаргоріс навчив місцевих мешканців добувати мед. Але найбільше цар відомий коханням до власної доньки, внаслідок якого вона народила сина Габіса. Гарогоріс нібито намагався знищити свого сина-онука, але без успіху, і врешті призначив його своїм спадоємцем.